# Хађешти (Јаломица)
Хађешти (рум. Hagiești) насеље је у Румунији у округу Јаломица у општини Синтешти. Oпштина се налази на надморској висини од 71 m.

## Историја
Ту се налазио спахилук (мошија) српског богаташа Мише Анастасијевића. Имање је купио Миша од Јона Маргиломана, 12. децембра 1855. године за 29.012 дуката.

## Становништво
Према подацима из 2002. године у насељу је живело 83 становника, од којих су сви румунске националности.